# Meisterwerk
Als Meisterwerk bezeichnet man im heutigen Sprachgebrauch ein besonders gelungenes, von der Kritik gelobtes Werk sowie das beste Werk eines Künstlers während seiner Schaffensphase. Aber auch andere herausragende Leistungen, z. B. technischer oder wissenschaftlicher Art (z. B. spektakuläre Ingenieurbauwerke oder wissenschaftliche Arbeiten) werden als Meisterwerke oder Meisterleistungen bezeichnet.
Ursprünglich wird eine zur Erlangung des Meistertitels angefertigte Abschlussarbeit, die qualitativ besonders hervorragt, als Meisterwerk bezeichnet. Im Handwerk, und nur dort, wird sie auch als Meisterstück bezeichnet. 
Das Verständnis des Begriffs ist eng mit der Entwicklung der bildenden Kunst, der Architektur, Literatur und Musik verbunden und auch durch den Kulturkreis bestimmt.

## Beispiele

Mona Lisa, von Leonardo da Vinci, ca. 1503–1506
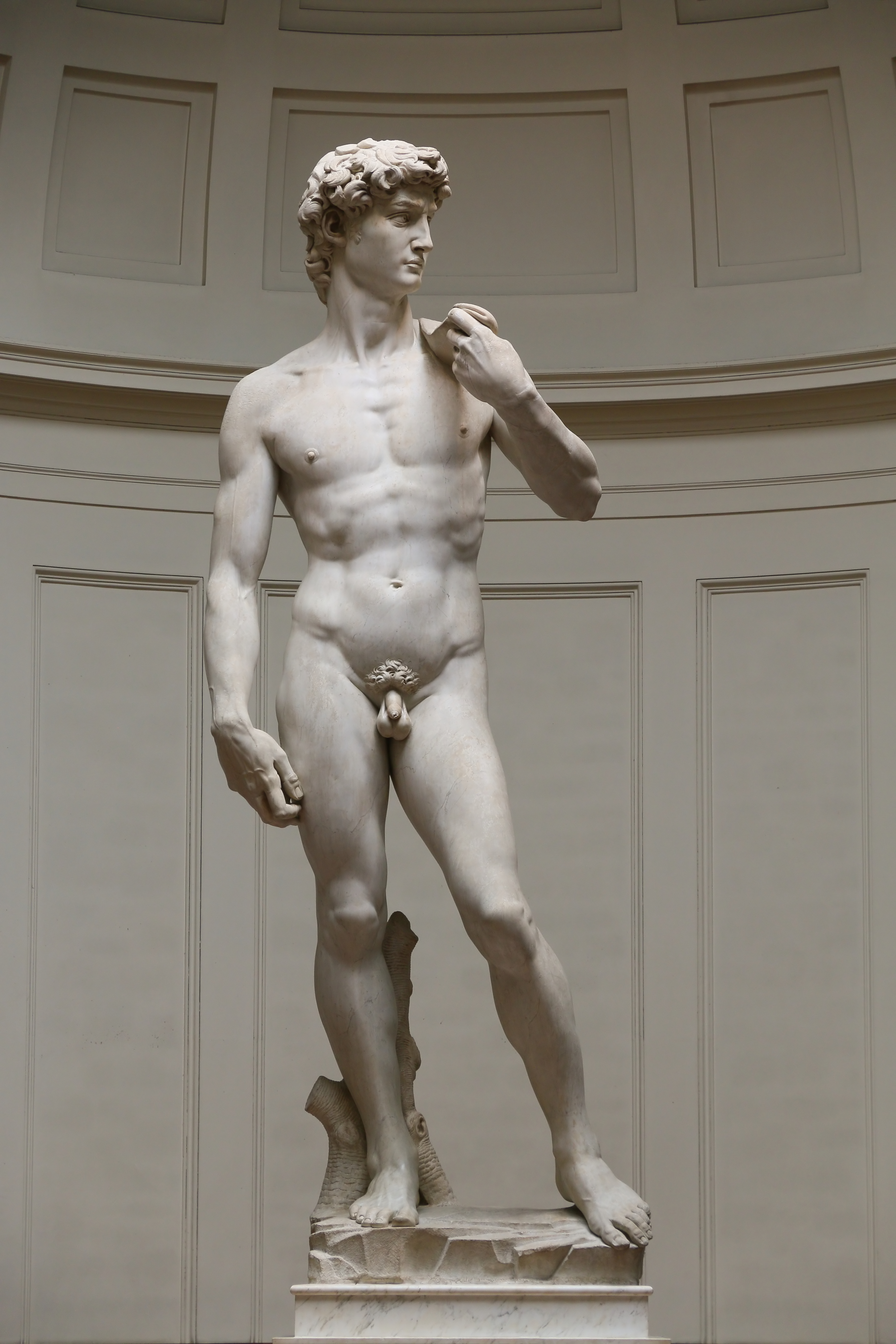
David, von Michelangelo, 1504